# Lijst van burgemeesters van Haifa

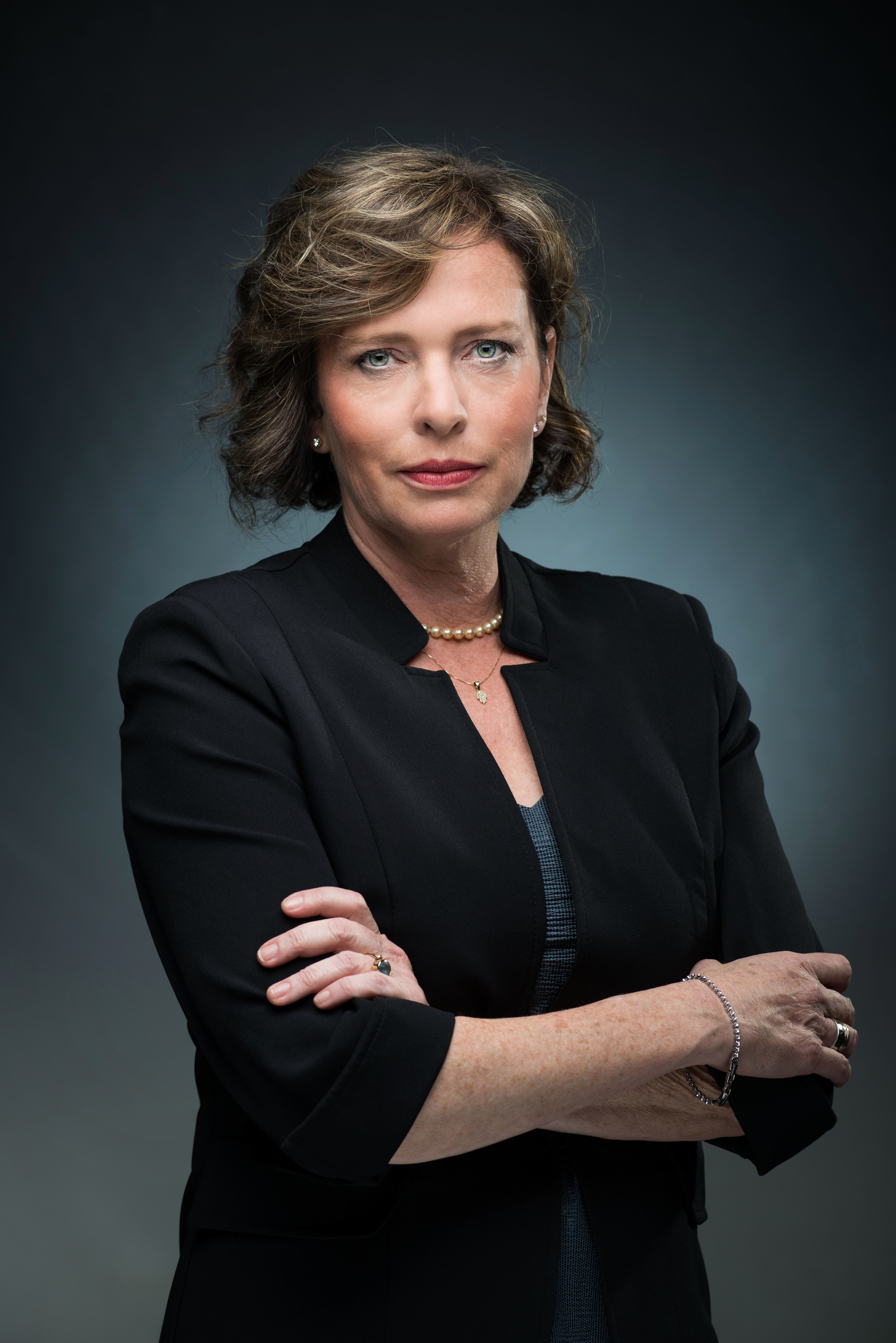
Huidig burgemeester Einat Kalisch-Rotem in 2018.

Dit is de lijst van burgemeesters van Haifa, een kuststad in het noorden van Israël.
De eerste burgemeesters zijn Arabieren, vanaf Shabtai Levy betreft het alleen Joden.

## Turkse periode
- Najib Effendi al-Yasin: 1873-1877
- Akhmad Effendi Jalabi: 1878-1881
- Mustafa Bey al-Salih: 1881-1884
- Mustafa Pasha al-Khalil: 1885-1903
- Jamil Sadiq: 1904-1910
- Rif'at al-Salah: 1910-1911
- Ibrahim al-Khalil: 1911-1913
- Hasan Shukri: 1914-1920

## Mandaatgebied Palestina
- Abd al-Rahman al-Haj: 1920-1927
- Hasan Shukri: 1927-1940, tweede maal
- Shabtai Levy: 1940-1951[1]

## Staat Israël
- Shabtai Levy: 1940-1951[1]
- Abba Hushi: 1951-1969
- Moshe Flimann: 1969-1973
- Yosef Almogi: 1974-1975
- Yeruham Zeisel: 1975-1978
- Arie Gur'el: 1978-1993
- Amram Mitzna: 1993-2003
- Giora Fisher: 2003
- Yona Yahav: 2003-2018
- Einat Kalisch-Rotem: 2018-2024
- Yona Yahav: vanaf 2024